# Дэвид Копперфильд (фильм, 2000)
«Дэвид Копперфильд» (англ. David Copperfield) — телефильм 2000 года режиссёра Питера Медака, основанный на романе Чарльза Диккенса «Дэвид Копперфильд». Премьера состоялась 10 декабря 2000 года в США.

## Сюжет
В центре сюжета — история молодого человека, выросшего в обстановке неприязни со стороны отчима, но готового преодолеть любые сложности во имя любви.

## В ролях
| Актёр             | Роль                    |
| ----------------- | ----------------------- |
| Хью Дэнси         | Дэвид Копперфильд       |
| Салли Филд        | тетя Бетси Тротвуд      |
| Майкл Ричардс     | мистер Уилкинс Микобер  |
| Пол Беттани       | Джеймс Стирфорт         |
| Айлин Эткинс      | Джейн Мёрстоун          |
| Энтони Эндрюс     | мистер Эдвард Мёрдстоун |
| Джули Кокс        | Дора Спенлоу            |
| Найджел Дэвенпорт | Дэн Пегготти            |
| Мюррей Мелвин     | доктор Чилип            |
| Лесли Мэнвилл     | миссис Микобер          |

## Награды и номинации
- 2001 — номинация на прайм-таймовую премию «Эмми» в категории «Лучшие костюмы для мини-сериала, фильма или специальной программы» (Джоан Берджин, Эймер Най Мхаомдолнах, Сьюзан Скотт)[2].
- 2001 — номинация на премию Гильдии киноактёров США в категории «Лучшая женская роль в телефильме или мини-сериале» (Салли Филд)[3].